# Fontaine Saint-Michel

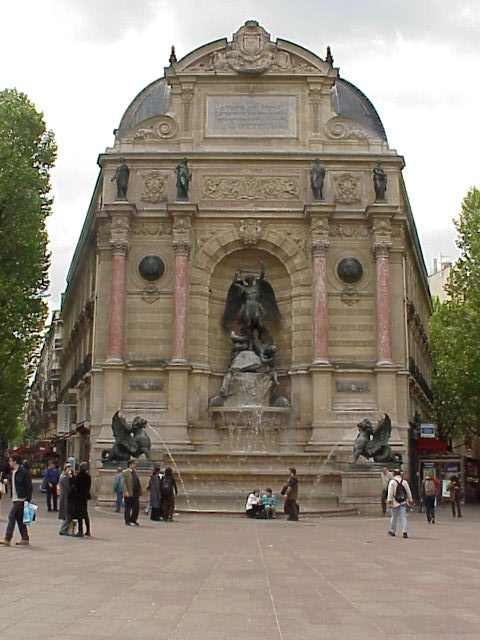
Die Fontaine Saint-Michel in Paris

Die Fontaine Saint-Michel ist ein Brunnen auf der Pariser Place Saint-Michel an der Mündung des Boulevard Saint-Michel und der Rue Danton, der 1860 von Gabriel Davioud errichtet wurde. Er befindet sich an der Giebelwand eines Hauses und zeigt den Erzengel Michael, der gegen den Teufel kämpft. Die Bronzestatue des Erzengels wurde von Francisque Joseph Duret erstellt.

## Geschichte

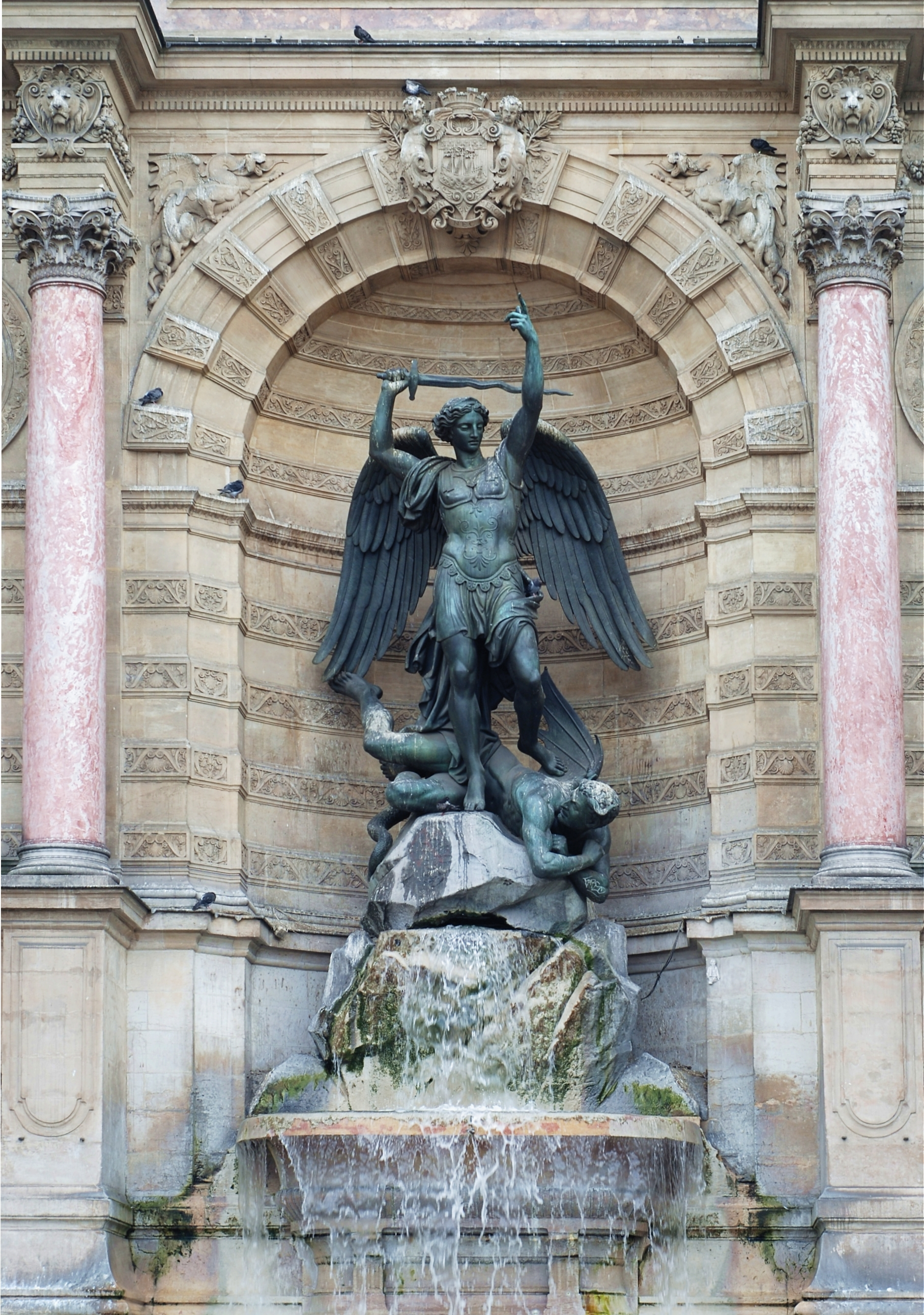
Plastik des Erzengels Michael mit dem besiegten Teufel

Der Pariser Präfekt und Stadtplaner Baron Haussmann erhielt zur Zeit Napoléons III. viele Aufträge zur Umgestaltung der Stadt, so sollten größere Straßen anstatt der kleinen mittelalterlichen Gassen errichtet werden und somit eine modernere Stadt erschaffen werden. Im Zusammenhang mit der Anlage der Place Saint-Michel wurde 1860 die Fontaine Saint-Michel errichtet. Ursprünglich sollte die Plastik des Brunnens allerdings Napoleon Bonaparte darstellen.

## Inschrift
An der Spitze des Brunnens ist die Inschrift „Fontaine Saint-Michel. Sous le règne de Napoléon III, empereur des Français, ce monument a été élevé par la ville de Paris. L’an MDCCCLX.“ angebracht. Übersetzt lautet sie: „Sankt-Michaels-Brunnen. Dieses Denkmal wurde unter der Herrschaft Napoleons III., Kaiser der Franzosen, im Jahr 1860 von der Stadt Paris errichtet.“